# グロズヌイの戦い (1996年8月)
1996年8月におけるグロズヌイの戦いは、チェチェン独立派からはジハード作戦またはゼロオプション作戦とも呼ばれる。 ロシア連邦軍は、1995年2月までにチェチェンの首都であるグロズヌイを攻略し（グロズヌイの戦い (1994年 - 1995年)）、その後、国内軍 (MVD)による大規模な占領軍を市内に配置していたが、潜入して来たはるかに小規模なチェチェン独立派部隊の奇襲によってMVD軍は敗走するか、市内各所で孤立した。
その後、チェチェン独立派の部隊は救援に来たロシア陸軍の部隊を撃退することに成功した。
この戦いによりチェチェン独立派はグロズヌイを奪還し、これによって第一次チェチェン戦争は事実上終結した。

## 背景
1996年7月、ロシアの指導部はチェチェン紛争における和平プロセスを放棄し、大規模な軍事作戦を再開した。
1996年7月9日から7月16日の間に、ロシア軍はチェチェン共和国南部の丘陵地帯と山岳地帯にある独立派の拠点を攻撃した。
7月20日、ロシア軍は南部の高地を鎮圧するための大規模な軍事作戦を開始し、戦闘部隊のほとんどをそこに移動させた。
チェチェン側による攻撃が行われるまさにその日である8月6日、ロシア軍は、国内軍とドク・ザヴガエフによるチェチェン親露派政権に所属する警官部隊約1,500人をグロズヌイから移動させ、アルハン・ユルト村で大規模な作戦を開始させた。

## 戦闘
1996年8月6日、グロズヌイを攻撃するチェチェン独立派の部隊は約1,500人の戦闘員で構成されていた。
当初、ロシアのメディアは、250人の戦闘員だけが都市に入ったと報道した。市内にいたロシア軍の進駐軍は約12,000人で構成されていた。
数的劣勢を覆すため、チェチェン側の参謀長アスラン・マスハドフは浸透戦術を採用した。
チェチェン独立派の部隊は、自分たちの出身地に関する知識を活用してグロズヌイに侵入し、、慎重に計画され調整されつつも迅速な前進で、ロシアの検問所やその他の陣地を回避した後、ロシア側の支配地域の奥深くにある標的を攻撃した。
彼らの主な攻撃目標は、FSBおよびGRUの本部と、ハンカラの軍用飛行場と軍事化されたセヴェルヌイ空港(グロズヌイ空港)の指揮統制設備だった。彼らはまた、道路を封鎖し、市内への進入経路において重要な位置を確保した。
チェチェン独立派の司令官トルパル・アリ・カイモフによると、1,500人のチェチェン人戦闘員が街に侵入し、そのうち47人が最初の攻撃で殺された。
チェチェン独立派は8月6日の5時50分から3時間かけてグロズヌイを攻撃した。
チェチェンの戦闘員は、個々の陣地化された検問所(ブロックポスト)、兵舎、警察署、およびその他のロシア軍の陣地をすべて占領または破壊しようとするのではなく、それらのほとんどを孤立化させて隔離し、脱出や援軍を阻止し、閉じ込められた連邦政府の軍が降伏するのを待った。
8月9日までに、ロシアのインタファクス通信は、包囲された軍隊の数を約7,000人とした。MVDとFSBの部隊と非戦闘要員に加えて、ロシア連邦軍（正規軍）の部隊が市内に駐留していた。
最大の包囲ポケットは、内務省やFSBの支部のビルなど、市の中心部にある政府庁舎にあり、約10人のロシア人ジャーナリストのグループも近くのホテルに閉じ込められた。
 チェチェンの親露派政府の首脳は、首都のすぐ外にあるハンカラの軍事基地に脱出した。
市内の別の場所では、ロシア軍のいくつかのグループが市立第9病院に避難し、撤退路が保障されるまで約500人の民間人を人質にした。
市内ではロシア軍の協力者と見なされた多数のチェチェン人が独立派によって吊るし上げにされ、拘留もしくは処刑された。人権団体のメモリアルによると、グロズヌイのある地域における処刑リストには200以上の氏名が記載されていた。
サイード・マゴメド・カキエフは、市庁舎の守備隊が8月6日に降伏した後、ドク・ウマロフとルスラン・ゲラエフの戦闘員によって処刑された30人のチェチェンOMON特別警察隊のグループの唯一の生存者であり、伝えられるところによると、自由な通過を約束されていたという。 
ゲラエフは「チェチェン全土にザヴガエフの親露派政府によるチェチェン警察が15000人か18000人ほどいたが、1996年8月のグロズヌイ侵攻では彼らはすぐに散らばって家に帰った。チェチェンの同胞を殺す罪を犯した数十人を除いて多くがムジャヒディンへ参加した」と述べた。 一週間以内に、グロズヌイにおけるチェチェン戦闘員の数は、親露派のチェチェン軍のメンバーが寝返ったことにより、6,000人から7,000人に増加した。
8月7日、第205独立自動車化狙撃旅団の大規模な装甲部隊が、閉じ込められたロシア軍を支援するために到着した。前日、アフメド・ザカエフ率いるチェチェン分離主義者グループは、グロズヌイの主要鉄道駅を占領することにより、大量のRPOロケットランチャーを捕獲した(ロシア政府による2002年の起訴によると、ザカエフの戦闘員は駅で300人以上のMVD部隊を殺害または負傷させた)。その結果、ロシア軍の戦車はチェチェン側の対戦車部隊にとって簡単な標的となった。 
ロシア軍は8月8日に別の縦隊を送ったが、彼らもチェチェン軍に阻止され、待ち伏せで多くの車両を失った。戦闘の5日目に、第276自動車化狙撃旅団の900人の新兵が街の中心部を奪還しようとしたが、わずか2日以内に約半分が殺されるか負傷するという代償を払って失敗した。装甲車両の1車列だけが、市内中心部の包囲された連邦軍の陣地にいくつかの物資を届け、負傷者の一部を避難させることに成功した。5日間の反撃の間に、ロシア軍は18台の戦車、69台の他の装甲車両、および23台のトラックと車を失った。さらに、4機のヘリコプターが撃墜された。
グロズヌイの国際赤十字の責任者は、「街のほとんどの場所に地雷が設置され、空爆が頻繁に行われている」と述べた。欧州連合は、双方に直ちに停戦するよう求めたが、効果はなかった。ロシアのボリス・エリツィン大統領は、チェチェンでの犠牲者を悼む日を宣言した。戦闘は都市の郊外や共和国の他の場所でも続いた。
8月19日、コスタンティン・プリコフスキー将軍率いるロシア軍部隊が街を取り囲み、チェチェンの戦闘員が48時間以内にグロズヌイを離れなければ全面的な攻撃に直面するだろうという最後通告を出した。この脅威は、ヒューマン・ライツ・ウォッチが30万人と推定する残りの民間人の間で大規模なパニックを引き起こした。
航空機と大砲による攻撃は8月20日に始まった。混沌とした状況で住宅地と少なくとも1つの病院に爆撃が無差別に行われ、恐怖で怯えた難民が街から逃げ出した。伝えられるところによると、彼らの多くが砲撃で殺された。
全部で約22万人の難民が街から逃げた。
市内に残った人の数はメモリアルによると50,000人から70,000人と推定され、11歳以上の男性は戦闘員と見なされ、ロシア軍の包囲線を通過させられなかった。多くの難民も検問所で発砲され、ロシアの国営テレビORTのジャーナリストのラムザン・ハジエフは、街から逃げようとしたときに連邦軍の兵士に射殺された。ロシアのアレクサンドル・レベジ将軍は、グロズヌイでのさらなる流血をほとんど回避することができた。その間、南部の山岳地帯でのロシア軍の作戦は続いた。
8月20日にチェチェンに戻った後、レベジ将軍は新たな停戦を命じ、欧州安全保障協力機構(OSCE)の支援を受けてチェチェンの指導者との直接会談を再開した。8月22日、ロシアはチェチェン内のすべての部隊をハンカラとセヴェルニーの基地に撤退させることに合意した。1996年8月30日、レベジ将軍とマスハドフ将軍は、第一次チェチェン戦争の終結を示す協定であるハサヴユルト協定に署名した。

## その後
ハサヴユルト協定は、ロシアとチェチェンの間でさらに2つの協定に署名する道を開いた。1996年11月中旬、ボリス・エリツィン大統領とアスラン・マスハドフ大統領は、1994年から96年までの間に戦争の影響を受けたチェチェン人への経済関係と賠償に関する協定に署名し、1997年5月12日にはロシア・チェチェン平和条約に署名した 。しかし、1999年夏のチェチェン武装勢力によるダゲスタンへの侵入は、これらの条約の違反と第二次チェチェン戦争の開始につながった。
2000年、パーヴェル・フェルゲンハウアーは、「1996年、ロシアの将軍たちは、大規模な重砲と空爆で都市を完全に破壊することによってのみグロズヌイを「解放」できると主張したが、そのような無差別攻撃はクレムリンによって承認されなかった。このときロシアの国民、軍事、政治エリートは戦争にうんざりし、ロシア軍を撤退させることを選択した。とにかく、1996年8月の時点でのグロズヌイの破壊はほとんど合理的な選択肢ではなかった。何千人ものMVD軍が都市に閉じ込められ、おそらくチェチェン人と一緒に死んだでしょう。今日、空爆と砲撃はチェチェンの町や村に対して制限なく使用されています。」と述べた。
この戦闘でのロシア軍の敗北は、ロシアにとって「1941年のナチス侵攻の災害以来最悪の軍事的敗北」と見なされていた。